# Stadtwerke Saarbrücken
Die Stadtwerke Saarbrücken GmbH (bis 30. September 2015 Versorgungs- und Verkehrsgesellschaft Saarbrücken mbH) ist die führende Gesellschaft des Stadtwerke Saarbrücken-Konzerns. Die Gruppe ist der kommunale Versorgungs- und Verkehrsdienstleister der saarländischen Landeshauptstadt Saarbrücken.

## Geschäftsfelder

### Netzbetrieb
Die Stadtwerke Saarbrücken Netz AG betreibt das Leitungsnetz für Wasser, Strom, Gas und Fernwärme für Saarbrücken und Umgebung.

#### Wasser
Die Saarbrücker Stadtwerke versorgen über ihre Wasserwerke in Rentrisch und St. Arnual sowie aus den Wasserwerken Blickweiler und Wolfersheim die Landeshauptstadt über ein Wassernetz von rund 845 Kilometern mit Trinkwasser. Darüber hinaus beliefern die Stadtwerke Saarbrücken als Betriebsführer der Wasserwerke Bliestal insgesamt 29 Stadt- und Gemeindeteile im Saarpfalz-Kreis mit Trinkwasser.

#### Strom
Die Saarbrücker Stadtwerke betreiben und unterhalten ein Stromnetz von rund 2.300 Kilometern Länge und einer höchsten Tagesleistung von 197 Megawatt. Mit der Netzleitstelle können im Strombereich alle örtlichen Netzstationen mit ihren vorgelegten Netzen kontrolliert, überwacht und gesteuert werden.

#### Erdgas
Die Stadtwerke Saarbrücken betreiben ein Erdgasnetz von 916 km und einem jährlichen Absatz von 2,1 Milliarden kWh.

#### Fernwärme
Seit 1963 betreiben die Stadtwerke Saarbrücken das Fernwärmenetz mit einer Netzlänge von heute ca. 180 km (Stadtnetz: 91 km, Bergnetz: 50 km, Rest: 39 km). Rund 4.500 Kundenstationen versorgen 30.000 Privathaushalte sowie viele öffentliche Einrichtungen und Industriegebäude mit Fernwärme.

### Energieerzeugung
Die Stadtwerke erzeugen in fünf Blockheizkraftwerken im Raum Saarbrücken Energie und speisen diese ins eigene Netz ein. Zudem sind die Stadtwerke mit 49 % an der Energie SaarLorLux AG beteiligt die u. a. das Kraftwerk Römerbrücke in Saarbrücken betreibt.

### Messwesen
Die Konzerntochter co.met hat sich innerhalb der Stadtwerke auf die Aufgabengebiete rund um das Zählerwesen spezialisiert und agiert zudem als bundesweiter Dienstleister auf den Märkten des Metering und der intelligenten Messsysteme.

### ÖPNV
Die Saarbahn GmbH befördert mit ihren 138 Bussen und 28 Stadtbahnen rund 43 Millionen Menschen im Jahr in Saarbrücken und dem Regionalverband. Die Busse und Bahnen legen knapp 9 Millionen Kilometer im Jahr zurück. Als erstes Verkehrsunternehmen fährt die Saarbahn seit 1997 grenzüberschreitend von und bis ins lothringische Sarreguemines.

### Saarbrücker Bäder
Rund 450.000 Badegäste besuchen jährlich die fünf Saarbrücker Bäder. Dazu zählen die Kombibäder in Fechingen und Altenkessel, das Hallen- sowie das Freibad Dudweiler und das große Freibad „Schwarzenbergbad“, das im Jahr 2019 60-jähriges Jubiläum feierte.

### Stadtwerke Beteiligungsgesellschaft
Die Stadtwerke Saarbrücken Beteiligungsgesellschaft unterstützt kommunale Unternehmen beim Aufbau und Betrieb in den Bereichen Energie- und Wasserwirtschaft, dem öffentlichen Personennahverkehr, der Bäderwirtschaft und sonstigen kommunalen Dienstleistungen. Kooperationspartner hier sind unter anderem die Stadtwerke Lebach, die Stadtwerke Friedrichsthal oder die Gemeindewerke Eppelborn.

## Konzernstruktur
Die Stadtwerke Saarbrücken Holding ist als kommunales Unternehmen zu 100 Prozent im Besitz der Landeshauptstadt Saarbrücken. Zu den Gesellschaften des Konzerns zählen unter anderem die Stadtwerke Saarbrücken Netz AG, die Stadtwerke Saarbrücken Bäder GmbH, die co.met GmbH Saarbrücken sowie die SWS-Beteiligungsgesellschaft mbH.